# 西夏州
西夏州，南北朝时东魏、北齐设立的州。
魏孝静帝天平三年（536年）东魏将领厍狄干袭击西魏夏州（今陕西省靖边县北白城子），掳掠五千户回师。安置在今山西省寿阳县境内，设置西夏州。西夏州下辖太安郡、神武郡。北周灭北齐后，废除侨治的西夏州。